# Раранимус
Раранимус (лат. Raranimus dashankouensis) — примитивный терапсид неясного систематического положения, возможно, самый примитивный из известных терапсид.

## Открытие и наименование
Происходит из «среднепермских» слоёв Дашанькоу в Китае. Обнаружен в 1998 году, описан в 2009 году. Родовое название можно примерно перевести как «редкое животное». Известен по передней части черепа (ростральная часть — предчелюстная кость, часть верхней челюсти).

## Описание

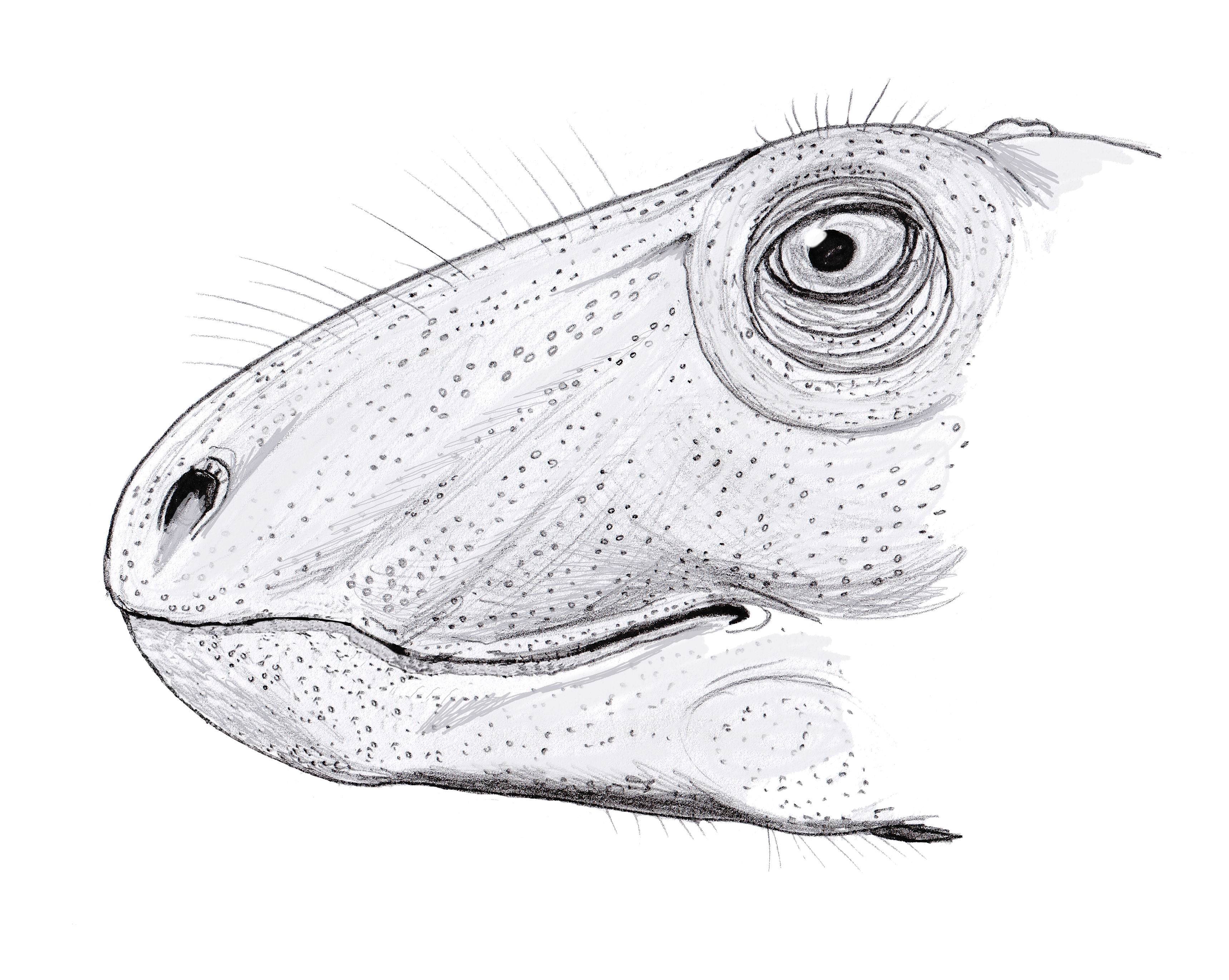
Реконструкция

Длина сохранившейся части 10 см, общая длина черепа могла быть более 16 см. Сохранились 6 пар тонких, слегка изогнутых предклыковых зубов, две пары клыков, три альвеолы от постклыковых зубов. Интересны две пары клыков, из которых передняя пара крупнее. Второй клык не является замещающим, поскольку несёт следы изнашивания, кроме того, замещающий клык обнаружен кнутри от первого клыка. Клыки овального сечения, задний — зазубренный по заднему краю. Возможно, задний клык только начал прорезываться. Между «резцами» и первым клыком есть диастема. Хоаны короткие, заканчиваются на уровне первого клыка. Нёбные зубы неизвестны. Наружные ноздри также крупные. Скульптура костей в виде ямок и бороздок. Хищник, с двумя парами функционирующих клыков (что для терапсид нехарактерно, поскольку при таком состоянии зубной системы одна пара обычно является замещающей).
В целом, передняя часть черепа очень напоминает таковую у сфенакодонтов. Однако детали строения нёба ближе к терапсидному. В связи с этим авторы описания отнесли животное именно к терапсидам. Кладистический анализ показал, что раранимус не принадлежит ни к одной из групп терапсид, но может быть близок к тетрацератопсу. При этом раранимус более продвинут в сторону настоящих терапсид.

## Растространение
Возраст слоёв Дашанькоу оценивают как роудский, что примерно соответствует уфимскому веку в Восточной Европе. Это позже последних известных североамериканских фаун с «пеликозаврами», но древнее первых восточноевропейских местонахождений с терапсидами (казанского возраста). В то же время фауна Дашанькоу содержит примитивных антеозавров и аномодонтов, сходных с восточноевропейскими, так что раранимус может быть реликтом более ранних стадий развития терапсид. Следует заметить, что до появления более полных находок все выводы относительно систематического положения раранимуса могут быть лишь предварительными.